# Rivière aux Canots (rivière aux Écorces)
Pour les articles homonymes, voir Canot (homonymie).
La rivière aux Canots est un affluent de la rivière aux Écorces, dans la province de Québec, au Canada. La rivière aux Canots traverse les municipalités régionales de comté (MRC) de :
- La Côte-de-Beaupré (région administrative de la Capitale-Nationale) : territoire non organisé de Lac-Jacques-Cartier ;
- Lac-Saint-Jean-Est (région administrative de Saguenay–Lac-Saint-Jean) : dans le territoire non organisé de Lac-Moncouche.

Le cours de la rivière aux Canots traverse la réserve faunique des Laurentides.
La petite vallée de la rivière aux Canots est située près la route 169. Cette vallée est aussi desservie par quelques routes forestières secondaires, surtout pour les besoins la foresterie et des activités récréotouristiques.
La foresterie constitue la principale activité économique de cette vallée ; les activités récréotouristiques, en second.
La surface de la rivière aux Canots est habituellement gelée du début de décembre à la fin mars, toutefois la circulation sécuritaire sur la glace se fait généralement de la mi-décembre à la mi-mars.

## Géographie
Les principaux bassins versants voisins de la rivière aux Canots sont :
- côté nord : ruisseau Blanc, ruisseau Sancto, ruisseau Girard, lac du Panache, rivière aux Canots Est, ruisseau Wellie, rivière Apica, rivière aux Écorces ;
- côté est : rivière Apica, lac Mitchell, lac Mignault, ruisseau Leboeuf, rivière Pikauba ;
- côté sud : lac Belley, ruisseau Roy, ruisseau du Portage, rivière aux Écorces Nord-Est, rivière aux Écorces, lac Bolduc, lac Trompeur, lac Rousseau ;
- côté ouest : rivière aux Écorces, ruisseau Gabrielle.

La rivière aux Canots prend sa source au lac Fleuret (longueur : 0,5 km ; altitude : 828 m) en zone forestière dans la réserve faunique des Laurentides. Cette source est située à :
- 1,1 km à l’ouest du lac Oligny ;
- 1,3 km au nord du cours de la rivière aux Canots ;
- 2,1 km au sud-ouest du lac Lemay qui est traversé par la rivière Apica ;
- 5,4 km au sud-ouest de la route 169 qui longe la rivière Pikauba dans ce segment ;
- 9,2 km au sud du Mont-Apica ;
- 23,8 km à l’est de la confluence de la rivière aux Canots et de la rivière aux Écorces ;
- km au sud-est du lac Saint-Jean[2].

À partir de sa source (Lac Fleuret), la rivière aux Canots coule sur 55,2 km avec une dénivellation de 438 m entièrement en zone forestière, selon les segments suivants :
Cours supérieur de la rivière aux Canots (segment de 16,9 km)
- 0,8 km vers le sud-est, puis vers le nord-est en traversant sur 0,2 km le lac Thompson (longueur : 0,5 km ; altitude : 782 m) jusqu’à son embouchure ;
- 2,0 km vers l’est, puis vers le sud en traversant le lac Oligny (longueur : 1,3 km ; altitude : 757 m) sur sa pleine longueur, jusqu’à son embouchure ;
- 14,1 km vers l’ouest, en recueillant en début de segment la décharge (venant de l’est) du Petit lac Oligny, en recueillant la décharge (venant du nord) du lac en Chenille et en courbant vers le sud, jusqu’à un ruisseau (venant de l’est) ;

Cours intermédiaire de la rivière aux Canots (segment de 14,2 km)
- 4,0 km vers le nord-ouest, jusqu’au ruisseau Willie (venant du nord-est) ;
- 2,3 km vers le nord-ouest, jusqu’à la décharge (venant du sud) d’un ensemble de petits lacs dont le Lac de l’Escarpement et l’Étang Foliacé ;
- 2,5 km vers le nord en formant successivement quatre boucles vers l’est, jusqu’au ruisseau Caché (venant du nord) ;
- 3,1 km vers le nord-est, en formant une grande courbe vers le sud-ouest, jusqu’à la décharge du lac Lampron (venant de l’est) ;
- 2,3 km vers le nord-ouest, jusqu’à la rivière aux Canots Est (venant de l’est) ;

Cours inférieur de la rivière aux Canots (segment de 24,1 km)
- 2,5 km vers le nord-ouest, jusqu’à la décharge (venant du nord) du Lac du Panache ;
- 4,6 km vers le sud jusqu’à un coude de rivière, puis vers le nord-ouest, jusqu’à la décharge (venant du sud-est) de quelques lac dont le lac Bolduc ;
- 6,2 km vers l’ouest en recueillant un ruisseau (venant du nord) et le ruisseau Girard (venant du nord) dont la confluence est approximativement sur la limite des régions Capitale-Nationale et Saguenay–Lac-Saint-Jean, jusqu’au ruisseau Sancto (venant du nord) ;
- 2,8 km vers le sud, jusqu’à la décharge (venant du sud-est) des lacs Bricheau et Broussard ;
- 8,0 km vers le nord-est, vers l’est, puis le sud en serpentant, jusqu’à son embouchure[2].

La rivière aux Canots se déverse sur la rive est de la rivière aux Écorces. Cette confluence est située à :
- 21,0 km à l’est du cours de la rivière Métabetchouane ;
- 18,0 km au sud-ouest de la route 169 ;
- 37,2 km au sud de la confluence de la rivière Pikauba et de la rivière aux Écorces ;
- 47,7 km au sud de la confluence de la rivière Pikauba et du lac Kénogami ;
- 68,6 km au sud-ouest de la confluence de la rivière Chicoutimi et de la rivière Saguenay dans le secteur Chicoutimi de la ville de Saguenay[2].

À partir de l’embouchure de la rivière aux Canots, le courant suit successivement le cours de la rivière aux Écorces sur 52,8 km généralement vers le nord, le cours de la rivière Pikauba sur 10,6 km généralement vers le nord, traverse le lac Kénogami sur 17,6 km vers le nord-est jusqu’au barrage de Portage-des-Roches, puis suit le cours de la rivière Chicoutimi sur 26,2 km vers l’est, puis le nord-est et le cours de la rivière Saguenay sur 114,6 km vers l’est jusqu’à Tadoussac où il conflue avec l’estuaire du Saint-Laurent.

## Toponymie
Le toponyme « Rivière aux Canots » a été officialisé le 5 décembre 1968 à la Banque des noms de lieux de la Commission de toponymie du Québec.